# Matteo Pertsch

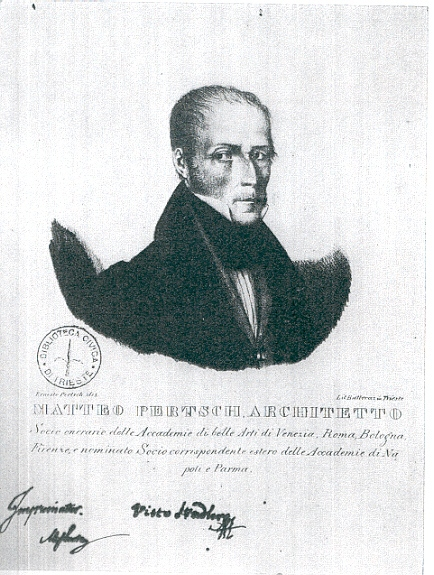
Matteo Pertsch

Matteo Pertsch  (Buchhorn, 1769 - Triëst, 11 april 1834) was een Duitse klassieke architect die veel in Triëst heeft gebouwd.
In 1790 kwam hij naar Milaan om in de Brera Academy of Fine Arts te studeren, onder anderen bij de beroemde Italiaanse architect Giuseppe Piermarini.
Hij heeft veel voor Triëst ontworpen, en werd ook betrokken bij de aanleg van waterwerken om te voorzien in drinkwater.
In 1802 trouwde hij met Maddalena Vogel, ze kregen drie dochters en vier zonen, waarvan er drie ook architect werden. Datzelfde jaar kreeg hij van Demetrio Carciotti opdracht tot de bouw van Palazzo Carciotto. Toen het klaar was, werd het gebruikt als havengebouw.
In 1818 kreeg hij opdracht een Grieks-Orthodoxe kerk te bouwen. Tussen de twee klokkentorens kwam een façade met ionische zuilen. 
Pertsch gaf aan de Handel- en Scheepvaartschool les in architectuur, een van zijn leerlingen was Antonio Buttazzoni.

## Gebouwd in Triëst
- Teatro Giuseppe Verdi (1798-1801)
- Palazzo Carciotti (1802-1805)
- Casa Pancera (1818)
- San Nicolò dei Greci (1819/1820)
- Vuurtoren Lanterna (1830/1831) op de Mole Fratelli Bandiera

## Galerij

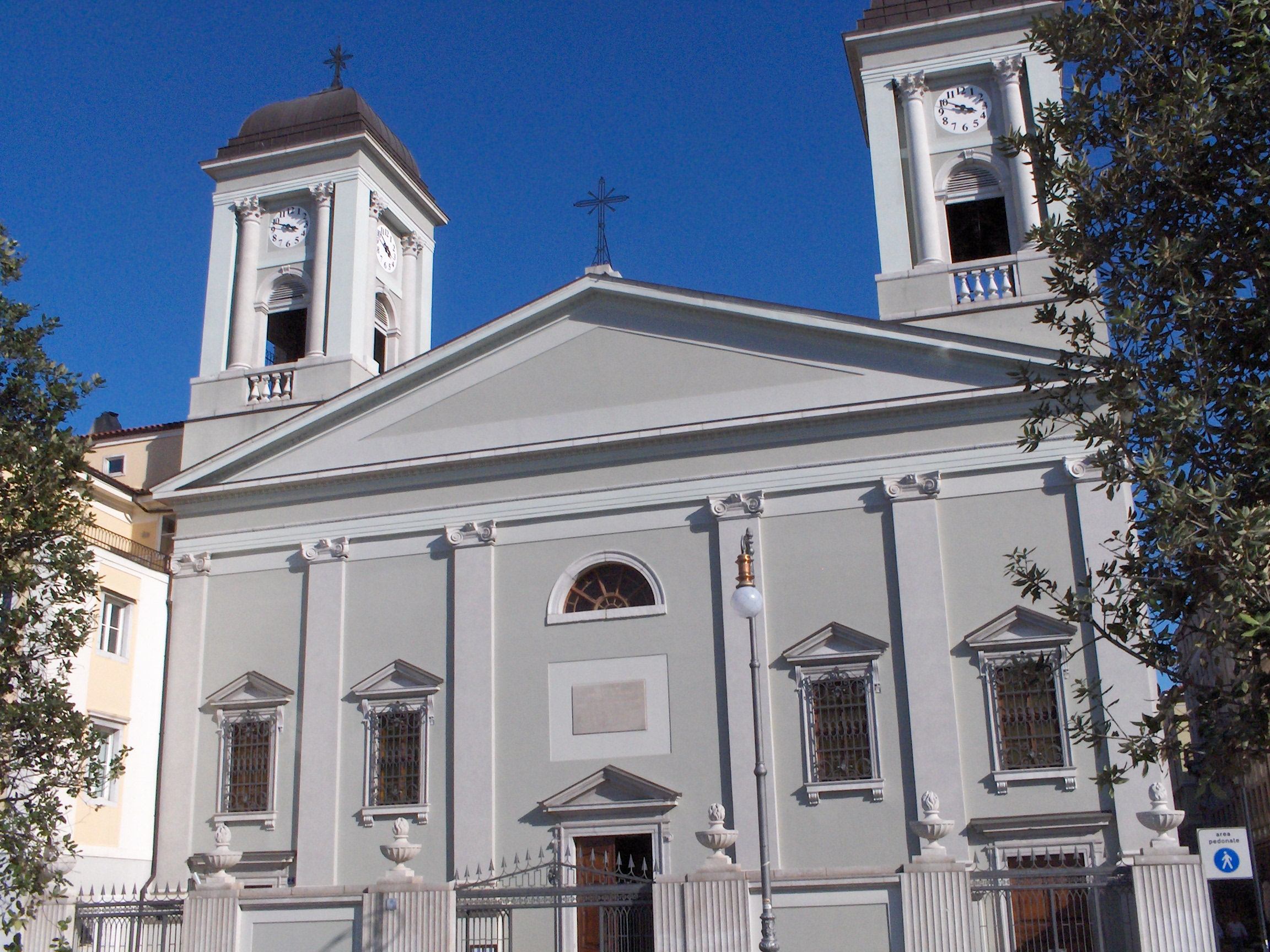
San Nicolò dei Greci,  Triëst
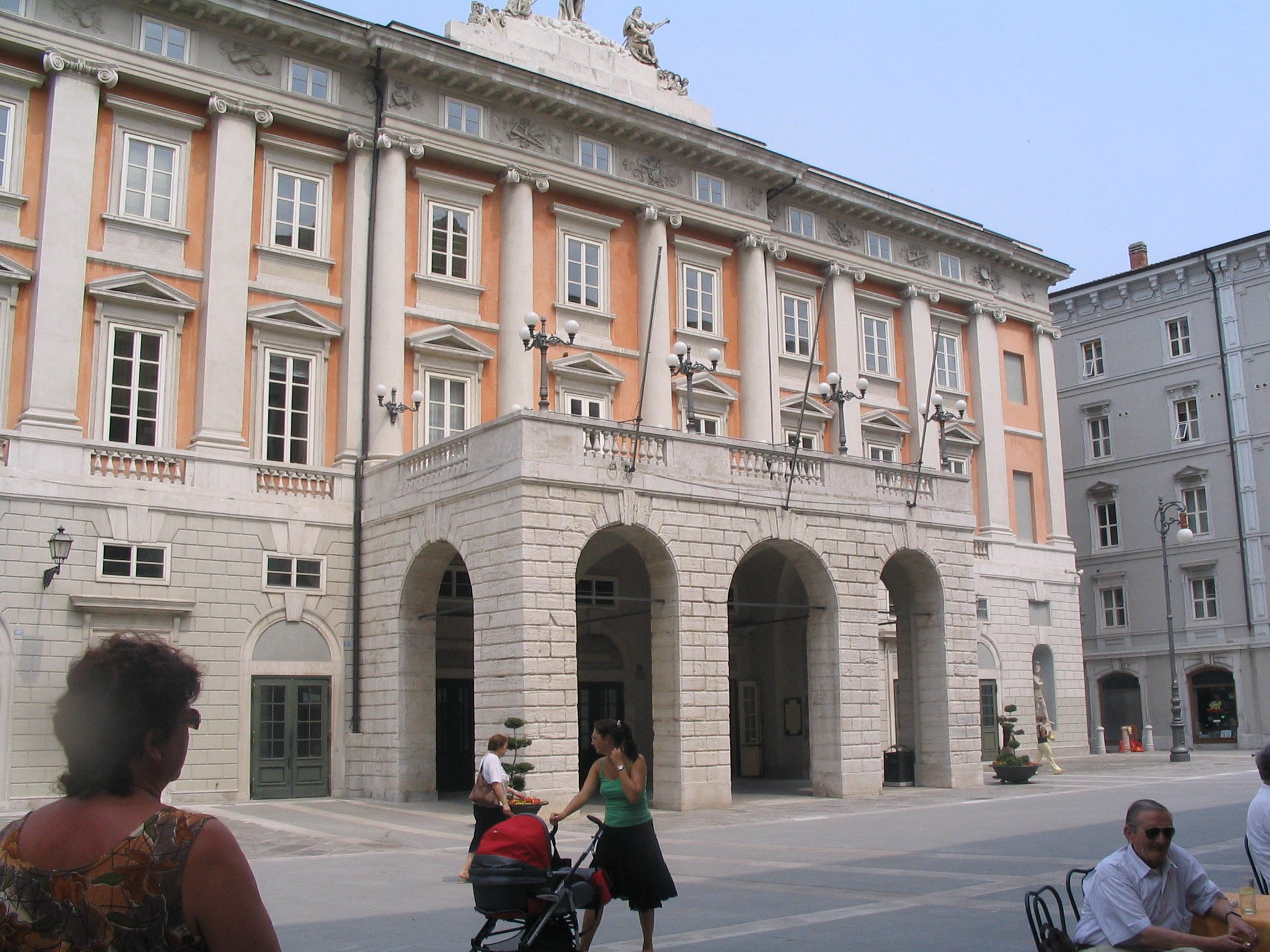
Teatro Giuseppe Verdi, Triëst
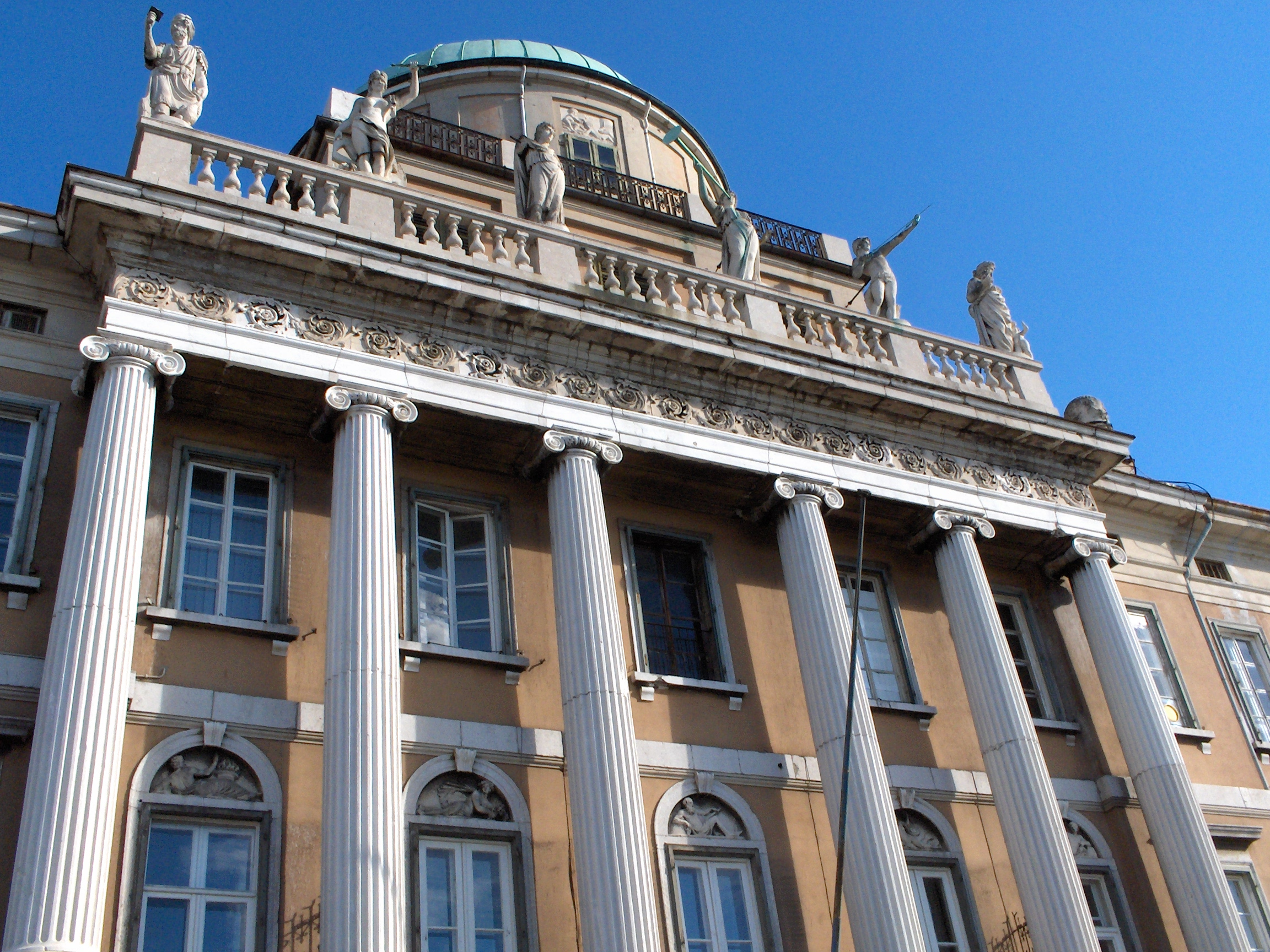
Palazzo Carciotti, Triëst

- Gemeinsame Normdatei: 122446976
- Istituto Centrale per il Catalogo Unico: TO0V557282
- Union List of Artist Names: 500080344
- Virtual International Authority File: 96255276